# Nicolas-Marie Dalayrac
Nicolas-Marie Dalayrac, (eigenlijk d'Alayrac) (maar ook: Dallairac, Daleyrac, Dallerac) (Muret, Haute-Garonne, 8 juni 1753 – Parijs, 26 november 1809) was een Frans componist en advocaat.

## Levensloop
Hij was de zoon van Jean d'Alayrac en Marie Cluzel. Van 1761 tot 1767 ging hij in Toulouse op school. Toen hij terugkwam naar Muret, leerde hij zang en viool spelen en werd lid van een klein plaatselijk orkest, waar hij tweede viool ging spelen. Hij studeerde rechten en in 1774 was hij afgestudeerd en werd advocaat. Maar hij kon zijn voorliefde voor de muziek niet onderdrukken.
Later werd hij onderluitenant in de Garde du comte d'Artois in Versailles. In Parijs verkeerde hij kringen rond Baron de Bésenval, die hem opdracht gaven tot het schrijven van een opera. Hij kreeg compositieles van Honoré Langlé. Naar een essay voor een muziek van André Ernest Modeste Grétry noemt hij zich nu en schrijft zijn naam als Dalayrac.
Zijn eerste composities waren duo's, trio's en kwartetten voor violen, die hij nog onder een Italiaans pseudoniem publiceerde. Nadat de kwartetten veel succes bij het publiek kregen, maakte hij zijn identiteit bekend. Dalayrac behoorde tot de loge van de vrijmetselarij (neuf sœurs) en schreef muziek voor de inwijding van Voltaire en voor een erefeest voor Benjamin Franklin gehouden bij Madame Helvétius.
In 1781 componeerde hij voor een privéconcert van Baron de Bésenval zijn eerste opera's Le petit souper en Le chevalier à la mode. Zijn eerste publiekelijk uitgevoerde opera was L'Eclipse totale.
Dalayrac huwde de actrice Gilberte Pétronille Sallard. Tijdens de Franse Revolutie componeerde hij een aantal werken voor koor en harmonieorkest, meestal hymnes en patriottische liederen voor openbare uitvoeringen, zoals die in deze tijd veel gevraagd waren.
In 1798 werd hij lid van de Koninklijke Zweedse Akademie en in 1804 wordt hem de orde van de Légion d'honneur toegekend. Voor de jaarviering van de kroning van Napoleon op 4 december 1809 componeerde hij Le poète et le musicien.

## Composities

### Werken voor harmonieorkest
- 1790 Hymne à Jean Jacques Rousseau, voor zang en harmonieorkest
- 1792 Hymne à la Liberté "Vaillons au salut de l'Empire", voor zang en harmonieorkest - tekst: Gyrei-Dupré
- 1794 Les Canons ou la Réponse au salpêtre, voor bariton, koor en harmonieorkest - tekst: Coupigny

### Muziektheater

#### Opera's
| Voltooid in | titel | aktes                         | première | libretto |
| ----------- | --- | ----------------------------- | --- | --- |
| 1780        | A trompeur trompeur et demi | 1 akte                        | 23 november 1780, Brunoy | Desfontaines, pseudoniem van F.-G. Fouques                                                                  |
| 1781        | Le Chevalier à la mode | 1 akte                        | 1781, Parijs, privé-uitvoering | Auguste Etienne Xavier Poisson de La Chabeaussière                                                          |
| 1781        | Le Petit souper, ou l'abbé qui veut parvenir | 1 akte                        | 1781, Parijs, privé-uitvoering | Louis Édme Billardon de Sauvigny                                                                            |
| 1781        | L'Eclipse totale | 1 akte                        | 7 maart 1782, Parijs, Comédie Italienne                                                                                               | Auguste Etienne Xavier Poisson de La Chabeaussière                                                          |
| 1783        | Le Corsaire; 2e rev. versie: Le Corsaire algérien ou Le Combat naval | 3 aktes                       | 7 maart 1783, Versailles; rev. versie: 19 mei 1785, Parijs, Comédie Italienne; 2e rev. versie: 1 juli 1793, Parijs, Comédie Italienne | Auguste Etienne Xavier Poisson de La Chabeaussière                                                          |
| 1783        | Mathieu ou Les Deux Soupers; rev. versie: Les Deux tuteurs | 3 aktes; rev. versie: 2 aktes | 11 oktober 1783, Fontainebleau; rev. versie: 8 mei 1784, Parijs, Comédie Italienne                                                    | Auguste Etienne Xavier Poisson de La Chabeaussière                                                          |
| 1785        | L'Amant-statue | 1 akte                        | 4 augustus 1785, Fontainebleau | Desfontaines, pseudoniem van F.-G. Fouques                                                                  |
| 1785        | La Dot | 3 aktes                       | 8 november 1785, Fontainebleau | Desfontaines, pseudoniem van F.-G. Fouques                                                                  |
| 1786        | Nina, ou La Folle par armour | 1 akte                        | 15 mei 1786, Parijs, Comédie Italienne                                                                                                | Benoît-Joseph Marsollier des Vivetières                                                                     |
| 1786        | Azémia ou Le nouveau Robinson; rev. versie: Azémia ou Les Sauvages | 3 aktes                       | 17 oktober 1786, Fontainebleau; rev. versie: 3 mei 1787, Parijs, Comédie Italienne                                                    | Auguste Etienne Xavier Poisson de La Chabeaussière                                                          |
| 1787        | Renaud d'Ast | 2 aktes                       | 19 juli 1787, Parijs, Comédie Italienne                                                                                               | Pierre-Yves Barré en Jean-Baptiste Radet, naar Jean de La Fontaines, «L'Oraison de Saint Julien»            |
| 1787-1788   | Les Deux Sérénades | 2 aktes                       | 23 januari 1788, Parijs, Comédie Italienne                                                                                            | (J. F. T. Goulard)                                                                                          |
| 1788        | Sargines, ou L'Élève d'amour | 2 aktes                       | 14 mei 1788, Parijs, Comédie Italienne                                                                                                | Jacques Marie Boutet de Monvel                                                                              |
| 1788        | Fanchette, ou L'Heureuse Éprouve | 2 aktes                       | 13 oktober 1788, Parijs, Comédie Italienne                                                                                            | Desfontaines                                                                                                |
| 1788-1789   | Les Deux petits Savoyards | 1 akte                        | 14 januari 1789, Parijs, Comédie Italienne                                                                                            | Benoît-Joseph Marsollier des Vivetières                                                                     |
| 1789        | Raoul sire de Créqui; rev. versie: Bathilde et Eloi | 2 aktes                       | 31 oktober 1789, Parijs, Comédie Italienne; rev. versie: 9 november 1794, Parijs, Opéra-Comique                                       | Jacques Marie Boutet de Monvel                                                                              |
| 1790        | La Soirée orageuse | 1 akte                        | 29 mei 1790, Parijs, Comédie Italienne                                                                                                | Jean-Baptiste Radet                                                                                         |
| 1790        | Le Chêne patriotique ou La Matinée du 14 juillet 1790 | 2 aktes                       | 10 juli 1790, Parijs, Comédie Italienne                                                                                               | Jacques Marie Boutet de Monvel                                                                              |
| 1790        | Vert-Vert | 1 akte                        | 11 oktober 1790, Parijs, Comédie Italienne                                                                                            | Desfontaines                                                                                                |
| 1791        | Camille, ou Le Souterrain | 3 aktes                       | 19 maart 1791, Parijs, Comédie Italienne                                                                                              | Benoît-Joseph Marsollier des Vivetières                                                                     |
| 1791        | Agnès et Olivier | 3 aktes                       | 10 oktober 1791, Parijs, Comédie Italienne                                                                                            | Jacques Marie Boutet de Monvel, naar Jacques Gazotte, «Olivier»                                             |
| 1791        | Philippe et Georgette | 1 akte                        | 28 december 1791, Parijs, Comédie Italienne                                                                                           | Jacques Marie Boutet de Monvel, naar Charlotte Villette                                                     |
| 1792        | Tout pour l'amour ou Roméo et Juliette | 4 aktes                       | 7 juli 1792, Parijs, Comédie Italienne                                                                                                | Jacques Marie Boutet de Monvel                                                                              |
| 1792        | L'Actrice chez elle | 1 akte                        | | |
| 1792-1793   | Ambroise ou Voilà ma journée | 1 akte                        | 12 januari 1793, Parijs, Comédie Italienne                                                                                            | Jacques Marie Boutet de Monvel                                                                              |
| 1793        | Asgill ou Le Prisonnier de guerre; rev. versie: Arnill ou Le Prisonnier américain | 1 akte; rev. versie: 2 aktes  | 2 mei 1793, Parijs, Opéra-Comique; rev. versie: 9 maart 1795, Parijs, Opéra-Comique                                                   | Benoît-Joseph Marsollier des Vivetières                                                                     |
| 1793        | Urgande et Merlin | 1 akte                        | 14 oktober 1793, Parijs, Opéra-Comique                                                                                                | Jacques Marie Boutet de Monvel                                                                              |
| 1794        | La Prise de Toulon | 1 akte                        | 1 februari 1794, Parijs, Théâtre Feydeau                                                                                              | Louis Benoît Picard                                                                                         |
| 1794        | Le Congrès des rois; samen met: Henri Montan Berton, Matthieu Frédéric Blasius, Luigi Cherubini, François Devienne, Prosper-Didier Deshayes, André Ernest Modeste Grétry, Louis Emmanuel Jadin, Rudolphe Kreutzer, Étienne Nicolas Méhul, Jean Pierre Solié, Armand-Emmanuel Trial | 3 aktes                       | 26 februari 1794, Parijs, Opéra Comique (Salle Favart)                                                                                | Desmaillots, pseudoniem van Antoine-François Ève en Sewrin, pseudoniem van Charles-Augustin de Bassompierre |
| 1794        | L'Enfance de Jean Jacques Rousseau | 1 akte                        | 23 mei 1794, Rouen, Opéra-Comique | François Guillaume Jean Stanislas Andrieux                                                                  |
| 1794        | Les Détenus ou Cange commissionnaire de Lazare | 1 akte                        | 18 november 1794, Parijs, Opéra-Comique                                                                                               | Benoît-Joseph Marsollier des Vivetières                                                                     |
| 1795        | La Pauvre femme | 1 akte                        | 8 april 1795, Parijs, Opéra-Comique                                                                                                   | Benoît-Joseph Marsollier des Vivetières                                                                     |
| 1795        | Adèle et Dorsan | 3 aktes                       | 27 april 1795, Parijs, Opéra-Comique                                                                                                  | Benoît-Joseph Marsollier des Vivetières                                                                     |
| 1796        | La Famille américaine | 1 akte                        | 20 februari 1796, Parijs, Opéra-Comique                                                                                               | Jean-Nicolas Bouilly                                                                                        |
| 1796        | Marianne ou L'Amour maternel (La Tendresse maternelle) | 1 akte                        | 7 juli 1796, Parijs, Opéra-Comique | Benoît-Joseph Marsollier des Vivetières                                                                     |
| 1797        | La Maison isolée ou Le Vieillard des Vosges | 2 aktes                       | 11 mei 1797, Parijs, Opéra-Comique | Benoît-Joseph Marsollier des Vivetières                                                                     |
| 1797        | La Leçon ou La Tasse de gaces | 1 akte                        | 24 mei 1797, Parijs, Théâtre Feydeau                                                                                                  | Benoît-Joseph Marsollier des Vivetières                                                                     |
| 1797        | Gulnare, ou L'Esclave persanne | 1 akte                        | 30 december 1797, Parijs, Opéra-Comique                                                                                               | Benoît-Joseph Marsollier des Vivetières                                                                     |
| 1798        | Alexis ou l'Erreur d'un bon père | 1 akte                        | 24 januari 1798, Parijs, Théâtre Feydeau                                                                                              | Benoît-Joseph Marsollier des Vivetières                                                                     |
| 1798        | Léon, ou Le Château de Monténéro | 3 aktes                       | 15 oktober 1798, Parijs, Opéra-Comique                                                                                                | François Benoït Hoffmann, naar A. Radcliffe                                                                 |
| 1798-1799   | Adolphe et Clara, ou Les Deux prisonniers | 1 akte                        | 10 februari 1799, Parijs, Opéra-Comique                                                                                               | Benoît-Joseph Marsollier des Vivetières                                                                     |
| 1798-1799   | Primerose (ook: Roger ou Le Page) | 3 aktes                       | 8 maart 1799, Parijs, Opéra-Comique                                                                                                   | Edmond-Guillaume-François de Favières en Benoît-Joseph Marsollier des Vivetières                            |
| 1798-1800   | Une matinée de Catinat ou Le Tableau | 1 akte                        | 1 oktober 1800, Parijs, Théâtre Feydeau                                                                                               | Benoît-Joseph Marsollier des Vivetières                                                                     |
| 1799        | Laure ou L'Actrice chez elle | 1 akte                        | 27 september 1799, Parijs, Opéra-Comique                                                                                              | Benoît-Joseph Marsollier des Vivetières                                                                     |
| 1800        | Le Rocher de Leucade | 1 akte                        | 14 februari 1800, Parijs, Opéra-Comique                                                                                               | Benoît-Joseph Marsollier des Vivetières                                                                     |
| 1800        | Maison à vendre | 1 akte                        | 23 oktober 1800, Parijs, Opéra-Comique                                                                                                | Alexandre Duval                                                                                             |
| 1801        | Léhéman, ou La Tour de Neustadt | 3 aktes                       | 12 december 1801, Parijs, Opéra-Comique                                                                                               | Benoît-Joseph Marsollier des Vivetières                                                                     |
| 1802        | L'Antichambre ou Les Valets maîtres; rev. versie: Picaros et Diégo ou la Folle soirée | 1 akte                        | 27 februari 1802, Parijs, Opéra Comique; rev. versie: 3 mei 1803, Parijs, Opéra Comique                                               | Louis Emanuel Felice Charles Mercier-Dupaty                                                                 |
| 1802        | La Boucle de cheveux | 1 akte                        | 30 oktober 1802, Parijs, Opéra Comique                                                                                                | François Benoït Hoffmann                                                                                    |
| 1803        | La Jeune prude, ou Les Femmes entre elles | 1 akte                        | 14 januari 1804, Parijs, Opéra-Comique                                                                                                | Louis Emanuel Felice Charles Mercier-Dupaty                                                                 |
| 1804        | Une Heure de mariage | 1 akte                        | 20 maart 1804, Parijs, Opéra-Comique                                                                                                  | Charles-Guillaume Etienne                                                                                   |
| 1804        | Le Pavillon du calife, ou Almanzor et Zobéide; rev. versie: Le Pavillon des fleurs, ou Les Pêcheurs de Grenade | 2 aktes                       | 20 april 1804, Parijs, Opéra Ganier; rev. versie: 13 mei 1822, Parijs, Opéra-Comique                                                  | Étienne Morel de Chédeville en J.-B.-D. Després/J.-M. Deschamps                                             |
| 1805        | Gulistan, ou Le Hulla de Samarcande | 3 aktes                       | 30 september 1805, Parijs, Opéra-Comique                                                                                              | Charles-Guillaume Etienne en Auguste Etienne Xavier Poisson de La Chabeaussière                             |
| 1806        | Deux mots ou une nuit dans la forêt | 1 akte                        | 9 juni 1806, Parijs, Opéra-Comique | Benoît-Joseph Marsollier des Vivetières                                                                     |
| 1806        | Koulouf, ou Les Chinois | 3 aktes                       | 18 december 1806, Parijs, Opéra-Comique                                                                                               | Guilbert de Pixérécourt                                                                                     |
| 1807        | Lina, ou Le Mystère | 3 aktes                       | 8 oktober 1807, Parijs, Opéra-Comique                                                                                                 | Jacques-Antoine Baron de Révéroni Saint-Cyr                                                                 |
| 1809        | Elise-Hortense ou Les Souvenirs de L'Enfance | 1 akte                        | 26 september 1809, Parijs, Opéra-Comique                                                                                              | Benoît-Joseph Marsollier des Vivetières                                                                     |
| 1809        | Le Poète et le musicien, ou Je Cherche un sujet | 3 aktes                       | 30 mei 1811, Parijs, Opéra-Comique | Louis Emanuel Felice Mercier-Dupaty                                                                         |
|             | Les Trois Sultanes |                               | uitsluitend fragmenten bewaard | |

### Vocale muziek
- Adieu d'un vieillard à son fils, voor zang en basso continuo
- Chanson patoise no. 2, vijf couplets voor zang en orkest
- Le Premier amour, romance voor zang en piano
- Recit Air de Lucrece, voor zang en piano
- Quand la bien-aime reviendra, voor sopraan en strijkers

### Kamermuziek
- Six Quatuors d'airs connus mis en variation et en dialogue, voor twee violen, altviool en cello, opus 10
- Six Trios, voor twee violen en bas, opus 2
- Six Quatuors concertants, voor twee violen, altviool en bas, opus 11

### Werken voor piano
- Les Trois Sultanes, ouverture voor piano